# پتروشیمی غدیر
شرکت پتروشیمی غدیر یک واحد صنعتی است که در سال ۱۳۸۱ بنیان گذاشته شد. این واحد صنعتی در سایت ۳ منطقهٔ ویژهٔ اقتصادی بندر ماهشهر و در زمینی به مساحت ۱۵/۲ هکتار تأسیس و در دی ماه ۱۳۸۸ به بهره‌برداری رسید.

## تاریخچه
شرکت پتروشیمی غدیر در سال ۱۳۸۹ با ظرفیت حدود ۵۰٪ اسمی شروع به فعالیت کرد و در کنار پتروشیمی اروند، پتروشیمی بندر شاپور و پتروشیمی آبادان تأمین کننده pvc در داخل کشور است. شرکت پتروشیمی غدیر دارای محصول pvc با ظرفیت تولید سالانه ۱۲۰٬۰۰۰ تن در سال است که محصول pvc با گرید s65 را تولید می‌کند. سهم اسمی تولید حدود ۱۶٪ کل تولیدات داخل است. همچنین مطابق بودجه پیش‌بینی شده حدود ۴۰٪ محصولات خود را صادر می‌کند.
پتروشیمی غدیر از شرکت‌های تابعهٔ شرکت سرمایه‌گذاری نفت و گاز و پتروشیمی تأمین (تاپیکو) است. مرکز اصلی شرکت در تهران و کارخانه شرکت (محل اجرای طرح) در منطقه ویژه اقتصادی پتروشیمی بندر شاپور واقع است. تولید و عرضه پلی ونیل کلراید (PVC) با رعایت استانداردهای کیفی و زیست‌محیطی در بازارهای داخلی و خارجی با هدف ارزش افزایی برای سهامداران مهم‌ترین مأموریت پتروشیمی غدیر به‌شمار می‌رود. پرمصرف بودن و ارزش افزوده بالای تولید پی.وی. سی آن را به یک محصول ویژه تبدیل کرده‌است. سهام شرکت پتروشیمی غدیر توسط هلدینگ تاپیکو در آذرماه ۱۳۹۷ با نماد شغدیر در فرابورس ایران عرضه شد و این شرکت از سهامی خاص به سهامی عام تبدیل شد.

## مواد مصرفی شرکت
خوراک شرکت دو محصول کلر و اتیلن است که اتیلن از طریق خط اتیلن غرب و کلر مورد نیاز از طریق پتروشیمی اروند تأمین می‌شود.

## موقعیت کنونی
پتروشیمی غدیر با ۱۶درصد ظرفیت اسمی در رتبه سوم تولید pvc کشور پس از بندر امام قرار دارد. این شرکت تولید و عرضه PVC در بازارهای داخلی و خارجی با رعایت استانداردهای جهانی با حفظ رضایتمندی ذینفعان را از ماموریت‌های خود عنوان کرده‌است.

## موقعیت
شرکت پتروشیمی غدیر به عنوان یکی از واحدهای صنعتی خوزستان در منطقهٔ ویژهٔ اقتصادی بندر ماهشهر و در زمینی به مساحت ۱۵/۲ هکتار واقع شده‌است.

## محصولات
- پی وی سی (به انگلیسی: Polyvinyl chloride) پی وی سی (PVC) یکی از پر مصرف‌ترین پلیمرهای مصنوعی بوده که به صورت‌های مختلفی از قبیل سخت، منعطف، کوپلیمر و فومی وجود داشته و به دلیل خواص مطلوبی نظیر خواص فیزیکی و مکانیکی، مقاومت شیمیایی، قیمت ارزان، سبکی و تنوع در روشهای شکل دهی، کاربردهای گسترده‌ای یافته است.
- وی سی ام (به انگلیسی: vinyl chloride monomer)

نام محصولات تولیدی آن وینیل کلراید مونومر(VCM) با ظرفیت تولید سالانه ۱۵۰ هزار تن و پلی ونیل کلراید (PVC) با ظرفیت تولید سالانه ۱۲۰ هزار تن در سال بوده که در ساخت انواع لوله‌ها، شیلنگ‌ها، عایق‌های الکتریکی، چهارچوب درب و پنجره، کابینت و صنایع خودرروسازی و… کاربرد دارد.

## واحدها
شرکت پتروشیمی غدیر دارای سه واحد اصلی است. واحد (UTILITY) «یوتیلیتی»، «پی وی سی» و «وی سی ام» ازجمله واحدهای اصلی این شرکت به حساب می‌آیند.
VCM تولیدی از واحد VCM به عنوان خوراک اولیه واحد PVC به همراه آب DM و سایر افزودنی‌ها نظیر کاتالیست و امولسیفایر در هفت عدد راکتور همزن دار به حجم ۷۰/۵ متر مکعب و از جنس (STAINLESS STEEL S.S) واکنش داده و تولید زنجیر پلیمر PVC می‌کند. ظرفیت تولید این واحد ۱۲۰۰۰۰ تن در سال بوده که از ویژگی‌های بارز آن برخورداری از سه خط تولید مجزا، توانایی تولید شش گرید صنعتی مهم (K-70, K-57, K-65, K-61, K69, K-67) و همچنین بسته‌بندی محصول به صورت پاکت، جامبو بگ و بارگیری از طریق بونکر انجام می‌شود.
خوراک این واحد شامل گازهای اتیلن، کلر، اکسیژن و کلرید هیدروژن می‌باشد. اتیلن مصرفی از رینگ سراسری غرب و همچنین پتروشیمی مارون و گاز کلر از پتروشیمی اروند تأمین می‌شود.
گاز اکسیژن و کلرید هیدروژن مورد نیاز نیز در مجتمع تولید می‌شود.
پتروشیمی غدیر قادر به تولید اغلب سرویس‌های جانبی مورد نیاز در مجتمع بوده که شامل: WATER, COOLING, DM WATER, CHILLED WATER هوای سرویس، هوای ابزار دقیق، بخار، اکسیژن و نیتروژن گازی و مایع است که در واحدهای دیگر مجتمع مورد استفاده قرار می‌گیرد.

## سهامداران
شرکت پتروشیمی غدیر یک شرکت سهامی عام است. ۶۸ درصد از سهام پتروشیمی غدیر متعلق به شرکت سرمایه‌گذاری نفت و گاز و پتروشیمی تأمین (سهامی عام) است، شرکت پتروشیمی بندرامام (سهامی عام) مالک ۷ درصد از سهام پتروشیمی غدیر است. شرکت سرمایه‌گذاری توسعه نوردنا (سهامی خاص) ۳ درصد، صندوق سرمایه‌گذاری لوتوس پارسیان ۳ درصد، شرکت رادیس الکترونیک (سهامی خاص) ۱ درصد، شرکت آسان پرداخت پرشین (سهامی عام) ۱ درصد، باقی سهامداران پتروشیمی غدیر را تشکیل می‌دهند. همچنین کمتر یک درصد از سهام این پترشیمی در مالکیت دیگران قرار دارد.

## صادرات
اغلب تولیداتِ صادراتی این شرکت به کشورهای عراق، ترکیه، هند، افغانستان صادر می‌شود.

## حوادث
- روز چهارشنبه ۸ شهریور ۱۴۰۲ واحد۵۰۰

این پتروشیمی در سایت ۳ منطقه ویژه اقتصادی بندر امام خمینی دچار آتش‌سوزی شد حسین صفاری مدیرعامل در گفتگویی با انرژی پرس گفت:این آتش‌سوزی در کمتر از ۴ دقیقه اطفا می‌شود که خوشبختانه هیچ تلفات جانی در پی نداشته است.